# Cinemaço
Cinemaço é uma das sessões de filmes da TV Globo, exibida desde 2 de junho de 2019 nas madrugadas de domingo para segunda-feira, exceto durante a exibição de festivais de música (como Rock in Rio e Lollapalooza), durante a exibição do Desfile das escolas de samba do Rio de Janeiro, durante o carnaval e para as regiões de Itapetininga/SP, Taubaté/SP, Mogi das Cruzes/SP, Mossoró/RN e Uberaba/MG, onde são exibidos programas locais no horário.

## História
Em maio de 2019, a TV Globo substituiu de vez a Sessão de Gala, exibida desde 1972, por uma nova sessão de filmes, denominada Cinemaço, ao término da faixa temporária patrocinada Festival Rexona de Cinema. Esta faixa temporária levou o nome da marca de desodorantes Rexona, trouxe uma seleção de filmes de ação conhecidos pelo público e ocupou em abril daquele ano a programação das madrugadas de domingo para segunda-feira. A sessão Cinemaço teve como sua primeira exibição o filme O Sexto Sentido.
De 20 de setembro até 18 de outubro de 2020, a sessão entrou em pausa e foi substituída pela segunda temporada do Festival Rexona de Cinema. A sessão retornou em 25 de outubro com a exibição do filme Lutando Contra o Tempo.